# Armando Estrada
Hazem Ali (nascido em 20 de Dezembro de 1978) é um profissional de wrestling estadunidense de descendência palestina, que está atualmente com o ring name de Armando Estrada. Ele ficou conhecido por trabalhar para a WWE, onde foi o General Manager da ECW até 2008.

## General Manager
Em 14 de agosto de 2007, Estrada foi anunciado como General Manager da brand ECW. No início de 2008, ele se envolveu em uma feud com Colin Delaney e se tornou amigo (kayfabe) de Big Show e de Chavo Guerrero. Ele foi removido da posição de GM em 3 de junho, sendo substituído por Theodore Long, e atualmente está participando do roster de lutadores do programa.
Armando Estrada foi despedido em 19 de Novembro por motivos pessoais.